# O Analista de Bagé
O Analista de Bagé é um personagem de humor criado pelo escritor brasileiro Luis Fernando Verissimo cuja publicação se iniciou, no Brasil, em 1981, ganhando, além da literatura, versões em quadrinhos e no teatro.

## Histórico
Publicado originalmente em forma de crônica, e editado em diversos jornais do país, as histórias de O Analista retratam o estereótipo da personalidade típica dos bageenses, ao menos assim é como o próprio autor o revela, na crônica inaugural
O sucesso dos contos levou-o para as histórias em quadrinhos, com a publicação de um álbum pela editora gaúcha L&PM. Este, por sua vez, gerou uma nova série para a revista masculina Playboy, publicada em página inteira, entre os anos de 1983 e 1992. A versão em quadrinhos foi criada por Edgar Vasques em parceria com Verissimo.
As histórias, adaptadas para o teatro, estiveram em cartaz por diversas temporadas no eixo Rio-São Paulo.

## O personagem
O personagem representa um gaúcho, psicanalista supostamente freudiano de linha ortodoxa de palavras marcantes e ilustrativo da sabedoria popular do Rio Grande do Sul. Sua assistente, Lindaura, auxiliava-o na abordagem de casos mais difíceis.
Teve uma infância normal, onde o que não aprendeu no galpão, aprendeu atrás do galpão.
O analista se diz "mais ortodoxo que pomada Minancora" ou que as "Pastilhas Valda". Sua técnica do joelhaço, no entanto, é bastante heterodoxa, a depender do ponto de vista. Ela está baseada no princípio da dor maior, isto é, quando o paciente vem se queixar de suas dores subjetivas, o joelhaço aplicado no local correto oferece ao sujeito a vivência de uma dor tão mais intensa que faz com que se esqueça das dores "menores".

## O livro
O livro intitulado O Analista de Bagé é uma coletânea publicada por Verissimo em 1981. Das 34 crônicas do livro, apenas algumas são de fato sobre o analista. O restante são crônicas sobre assuntos variados.

## Monumento
Um conjunto de monumentos retrata o analista de Bagé, localizado na Praça da Estação, em Bagé. Os monumentos, criados por Sérgio Coirolo, foram alvo de vandalismos ao longo do tempo.

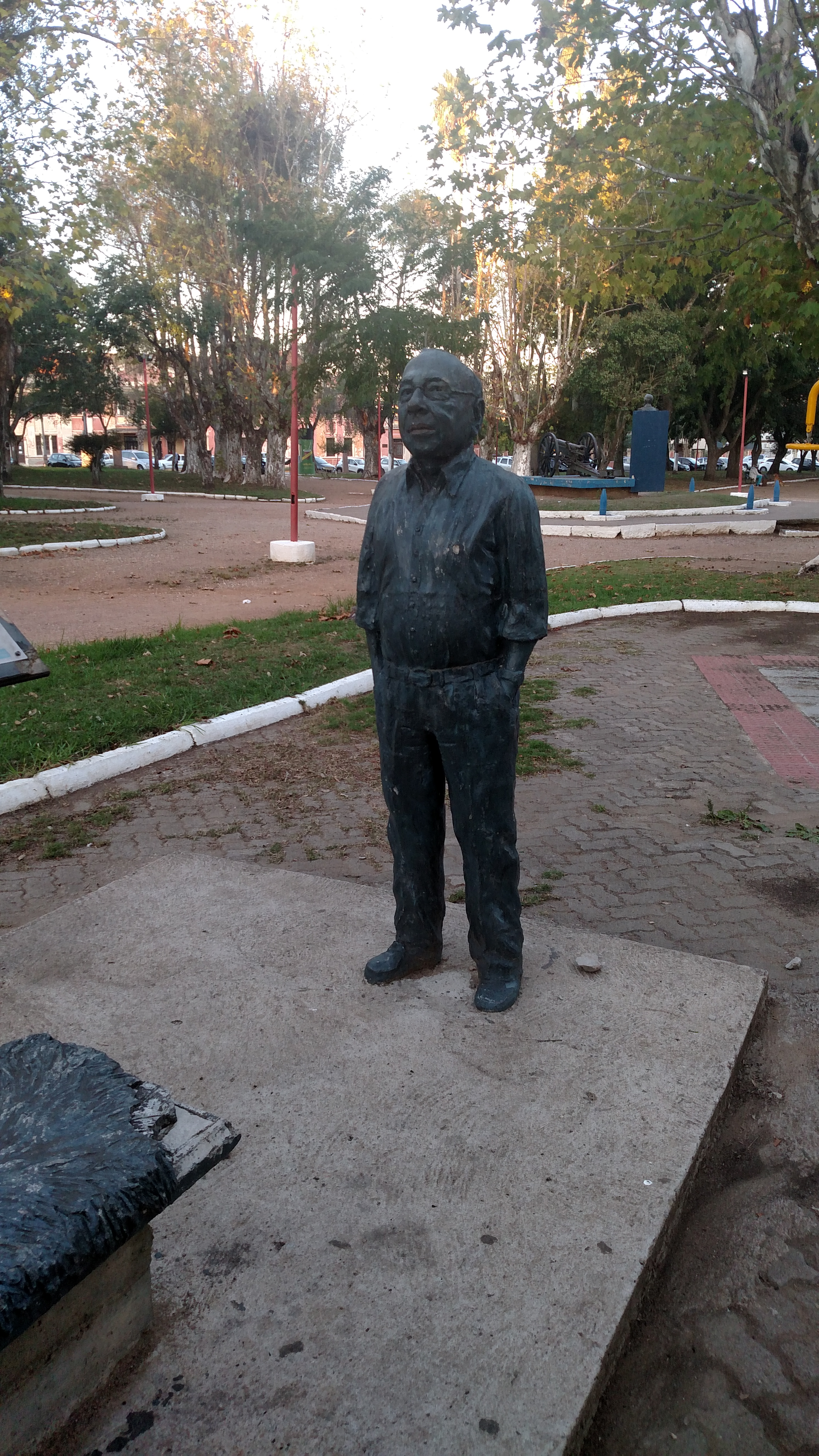
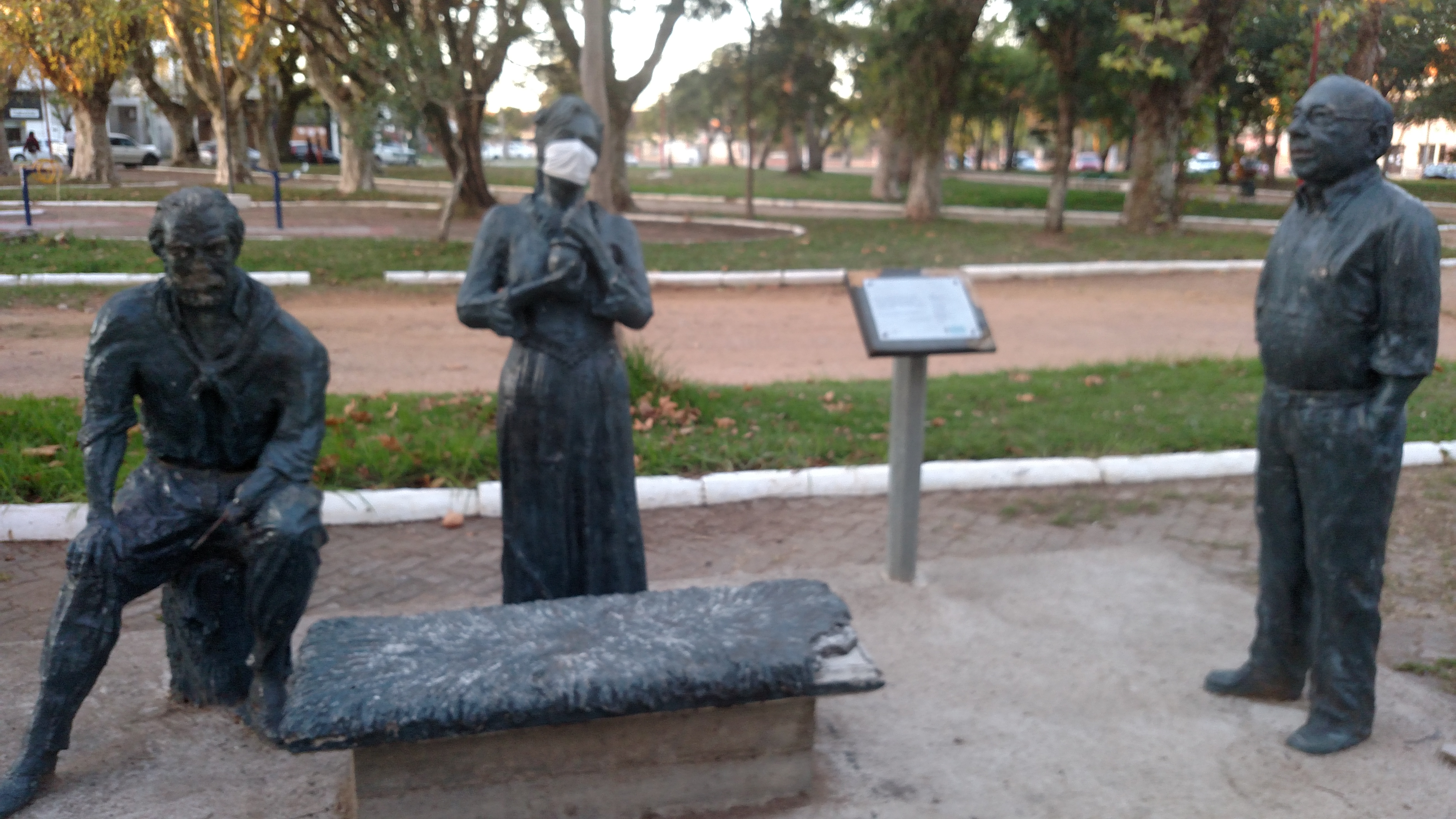
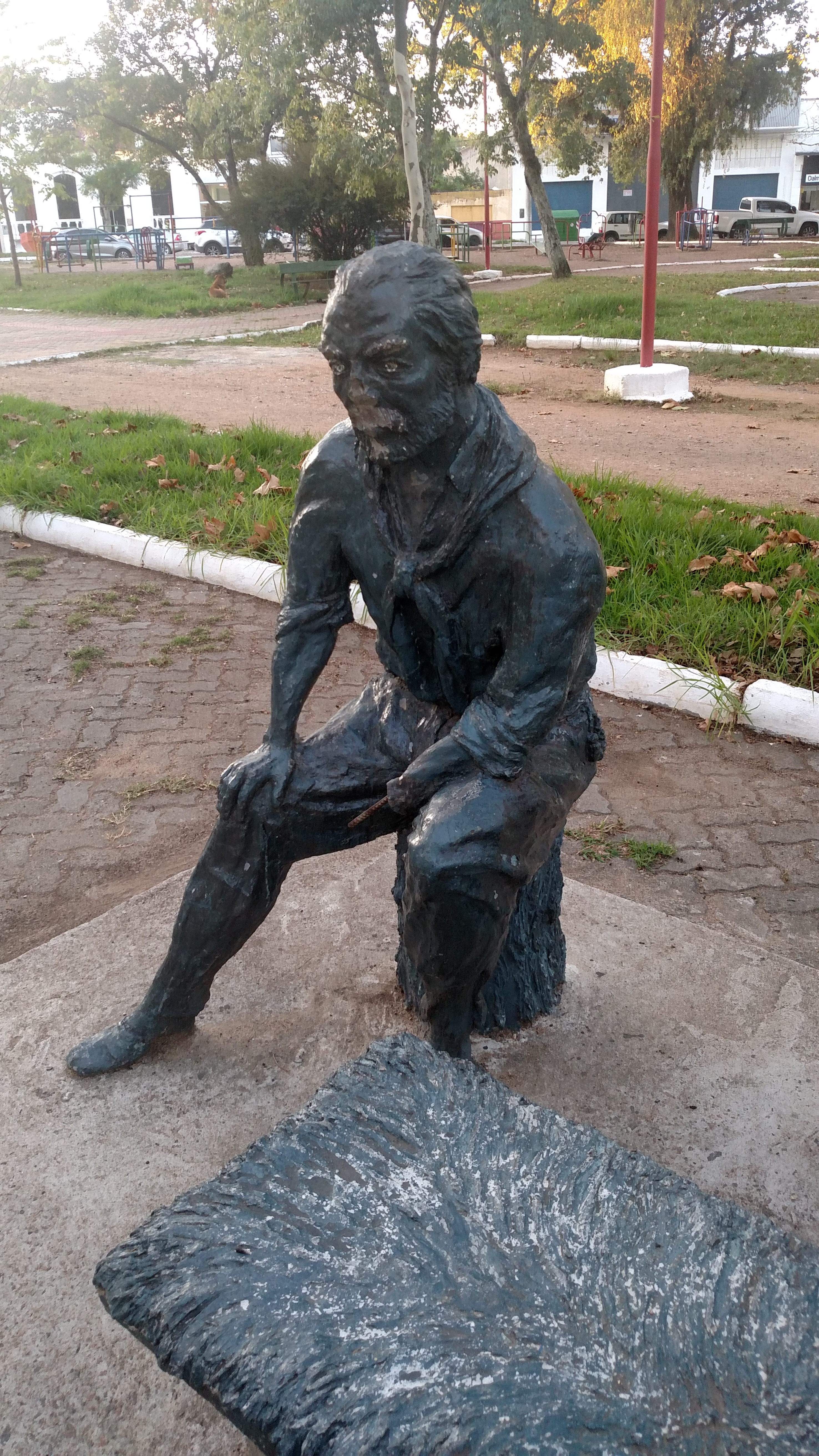
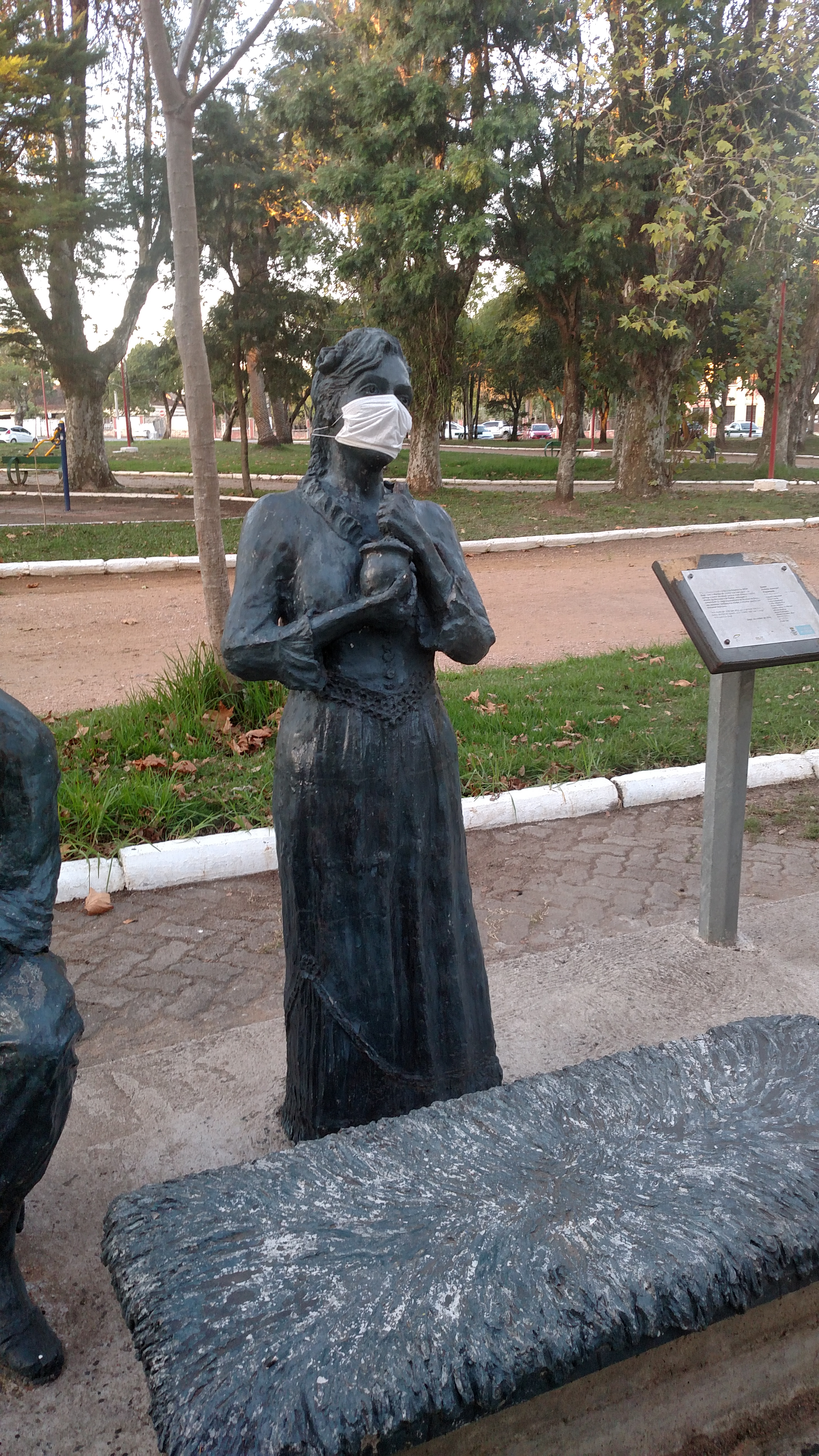
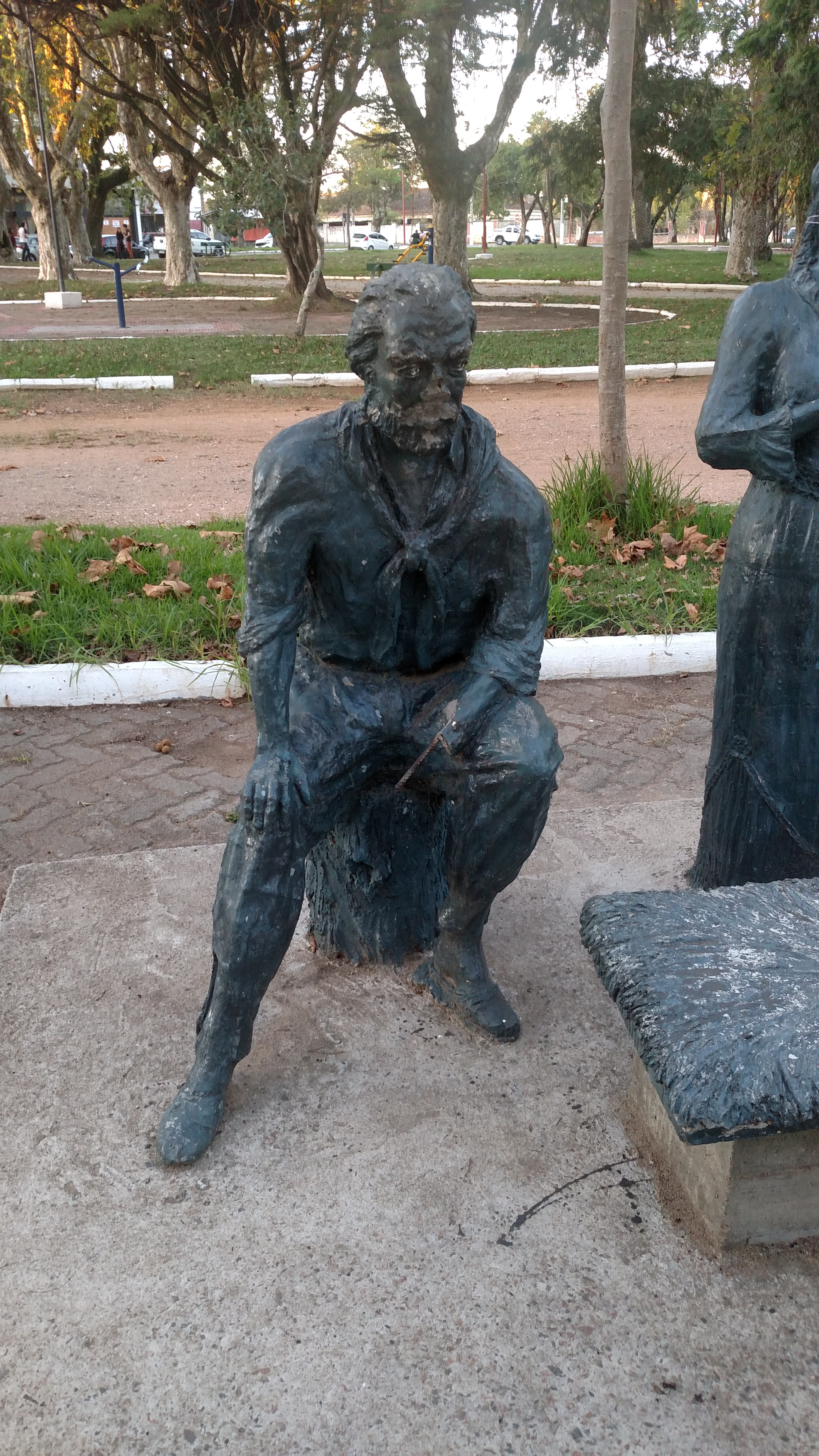